# Dactylopus
Dactylopus är ett släkte av fiskar. Dactylopus ingår i familjen sjökocksfiskar.
Arterna förekommer i västra Stilla havet. Maximallängden är 15 cm för Dactylopus kuiteri och 30 cm för Dactylopus dactylopus.
Arter enligt Catalogue of Life och Fishbase:
- Dactylopus dactylopus
- Dactylopus kuiteri